# Anvil Pond
Der Anvil Pond ist ein permanent zugefrorener Süßwassertümpel im ostantarktischen Viktorialand. Er liegt westlich des Healy Trough und 1 km nordwestlich des Rodriguez Pond im sogenannten Labyrinth im Westen des Wright Valley.
Die Benennung geht auf die Mannschaft des United States Antarctic Program zurück, die ihn zwischen 2003 und 2004 untersuchte. Namensgebend ist ein Fels inmitten des Tümpels, der an einen Amboss (englisch anvil) erinnert.